# Serie Mundial de Póquer de 2008

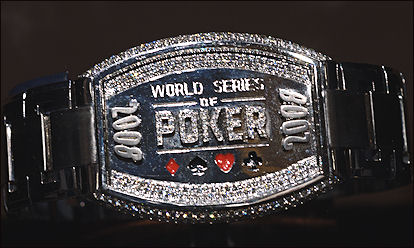
Brazalete del Campeón de la Serie Mundial de Póquer del 2008

La Serie Mundial de Póquer de 2008 (en inglés: 2008 World Series of Poker) fue la XXXIX edición anual de la Serie Mundial de Póquer. Se realizó en Las Vegas, Nevada, en el Rio All Suite Hotel and Casino, la serie de este año comenzó el 30 de mayo de 2008, en donde llevaron a cabo 55 torneos de póker en su extensa gama de variantes. Todos los eventos terminaron el 15 de julio, a excepción del evento principal del Campeonato Mundial de 
Texas hold 'em No Limit de $10,000.
Como ha sido costumbre de la SMDP (de siglas: WSOP, en inglés) desde 1976, cada ganador del evento recibe un brazalete como muestra de su logro en adición al premio en efectivo, el cual está estimado desde $87.929 hasta $9.119.517.
- Datos: Q2031797
- Multimedia: 2008 World Series of Poker / Q2031797